# 털곰팡이목
털곰팡이목(Mucorales)은 가장 크고, 많이 연구되는 접합균류 목의 하나이다.

## 하위 분류
12~13개 과, 56속, 약 300여 종으로 이루어져 있다.
| - 카이토클라디움과 (Chaetocladiaceae) - 비녀털곰팡이과 (Choanephoraceae) - 쿤닝하멜라과 (Cunninghamellaceae) - 길베르텔라과 (Gilbertellaceae) - 털곰팡이과 (Mucoraceae) - 미코티파과 (Mycotyphaceae) - 수염곰팡이과 (Phycomycetaceae) | - 필로볼루스과 (Pilobolaceae) - 라디오미케스과 (Radiomycetaceae) - 삭세나에아과 (Saksenaeaceae) - 신케팔라스트룸과 (Syncephalastraceae) - 탐니디움과 (Thamnidiaceae) - 움벨롭시스과 (Umbelopsidaceae) |